# Комісаровка (Вікуловський район)
Коміса́ровка (рос. Комиссаровка) — присілок у складі Вікуловського району Тюменської області, Росія.
Населення — 130 осіб (2010, 146 у 2002).
Національний склад станом на 2002 рік:
- росіяни — 92 %